# Piet van den Kerkhoff
Pieter van den Kerkhoff (Vlaardingen, 31 oktober 1905 – Rotterdam, 31 oktober 1968) was een Nederlands organist en dirigent die een belangrijk stempel heeft gedrukt op het muziekleven in het Rotterdam van de naoorlogse wederopbouw.
Hij was zoon van Petrus Marinus Willebrodus van den Kerkhoff en Hendrika de Zeeuw wonende aan de Eendrachtstraat. Hijzelf bleef ongetrouwd.
Hij kreeg zijn muziekopleiding bij Jan Hermanus Besselaar, organist te Rotterdam en omstreken. Daarvoor bespeelde hij al orgels in Spangen en de Finse Zeemanskerk aan de 's-Gravendijkwal. Toen Besselaar in 1929 werd benoemd als organist van de Rotterdamse Grote- of St.Laurenskerk volgde hij zijn leraar op als organist van de Nieuwe Zuiderkerk aldaar. Hij was verder vanaf 1953 stadsorganist van Rotterdam. Voorts was hij docent aan het Toonkunst Conservatorium, waar hij leraar was van een jongere generatie organisten waarvan Koos Bons, Jet Dubbeldam, Kees van Eersel, Addie de Jong, Arie J. Keijzer, Bert Matter en Rutger van Mazijk deel uitmaakten. Ook gaf hij les aan de Koningin Wilhelmina Kweekschool waar hij de opvolger was van Bernard Diamant. Hij stond als dirigent voor de Christelijke Oratorium Vereniging Rotterdam en mannenkoor Concordia.
Piet van den Kerkhoff zou oorspronkelijk het laatste orgelconcert geven bij de sluiting van de Nieuwe Zuiderkerk in oktober 1968, maar zijn gezondheidstoestand was daarvoor te slecht; zijn leerling Aad van der Hoeven nam het van hem over, waarbij Van der Hoeven de Toccata in a mineur van Van den Kerkhoff speelde. Een paar dagen later overleed hij. Van den Kerkhoff werd begraven in het familiegraf op Begraafplaats Emaus in zijn geboorteplaats Vlaardingen.
Hij was adviseur bij de bouw en installatie van het Van Vulpen orgel in de Kralingse Hoflaankerk (1966). In 1954 ontving hij samen met de schilder Marius Richters en de voordrachtskunstenaar Jacques van Elsäcker de Penning van de Leuve. Ook was hij ridder in de Orde van Oranje-Nassau.